# جورج دبليو. ويلسون
جورج دبليو. ويلسون (بالإنجليزية: George W. Wilson)‏ هو محامي وسياسي أمريكي، ولد في 22 فبراير 1840 في الولايات المتحدة، وتوفي في 27 نوفمبر 1909 في لندن في الولايات المتحدة. حزبياً، نشط في الحزب الجمهوري. وقد انتخب عضو مجلس نواب أوهايو وانتخب عضو مجلس النواب الأمريكي.